# SPA Dovunque 35 protetto
SPA Dovunque 35 protetto (рус. СПА Довункуе 35 защищённый) — бронетранспортёр итальянского производства времен Второй Мировой войны. Точное количество произведённых экземпляров неизвестно.

## История
Проект перевооружения Королевской армии Италии принятый в 1938 году предусматривал создание специальных бронированных автомобилей для перевозки личного состава или бронетранспортёров. Разработка такой техники была поручена известной кузовной фирме Viberti из Турина. По заданию армии в качестве базового шасси должен был послужить грузовой автомобиль Fiat-SPA Dovunque 35 колесной формулой 6x4, который был принят на вооружение в 1935 году и являлся дальнейшим развитием прежней модели Fiat 611, которая послужила базой для бронеавтомобиля. 
Первый опытный образец бронетранспортёра был построен в 1941 году и прошёл испытания с другим образцом бронетранспортёра S37. Однако, поскольку главным фронтом Второй Мировой, где участвовала Италия была Северная  Африка с пустынной местностью, было решено принять на вооружение более подходящий для таких условий S37. SPA Dovunque 35 protetto (не имевший своего собственнего обозначения, поскольку такое название условно) был возвращён на Viberti. Здесь конструкторы занялись его модернизацией. В частности появилась возможность установки съёмной бронекрыши. 
Капитуляция Италии в сентябре 1943 года казалось бы похоронила возможность выпуска бронетранспорта хотя бы для полиции и прочих военных сил метрополии. Однако, в только что созданной прогерманской Итальянской социальной республике, её национальной армии были нужны любые боевые транспортные средства. 11 ноября 1944 года единственный образец SPA Dovunque 35 protetto был изъят у Viberti и передан элитному воинскому формированию Чёрные бригады. Известно, что ещё два готовых бронетранспортёра были отбиты итальянскими антифашистами, один из которых был позже уничтожен противником. По некоторым данным всего к апрелю 1945 года на разных стадиях создания было построено около пяти единиц SPA Dovunque 35 protetto, однако попасть в армию они уже не успели.

## Технические особенности
Бронеавтомобиль строился на шасси армейского грузовика Fiat-SPA Dovunque 35 колесной формулой 6x4 имевшего 4-цилиндровый бензиновый двигатель мощностью в 55 л.с., развивавший максимальную скорость до 45 км/ч по шоссе. Двигатель располагался спереди. Бронекорпус был разделён на две части: водительскую двухместную кабину-рубку (для водителя и командира) и десантный отсек имевший деревянные скамьи вдоль борта, рассчитанные на перевозку до десяти экипированных солдат. В задней части кабины крепилась поперечная штанга для установки пулемёта, как правило это был 8-мм FIAT-Revelli M1935. В корпусе имелось три двери: две в кабине и третья в задней части десантного отсека. Броневые листы корпуса размещались под углами, аналогичная схема была у немецких полугусеничных бронетранспортёров Sd Kfz 251. Это позволяло компенсировать слабое бронированое и таким образом облегчить вес. Моторный отсек так же был защищён бронекошухом с бронелистами под большим наклоном. В боковых бортах имелись амбразуры для ведения огня из стрелкового и личного оружия. Такие же амбразуры имелись и в дверях кабины. 
Модуль бронекрыши созданный чуть позднее представлял собой выгнутый наружу угловатый агрегат, который предлагалось собирать из нескольких бронелистов. Почти по всей длине крыши предусматривались крупные люки, створки которых раскрывались в стороны. При этом средняя часть крыши представляла собой две створки люка шириной во весь верх корпуса. Это повышало живучесть экипажа и десанта при атаке противника с высоты.

## Галерея
- SPA Dovunque 35 protetto вид сбоку
- SPA Dovunque 35 protetto вид сзади
- SPA Dovunque 35 protetto Чёрных бригад
- Базовый грузовик SPA Dovunque 35